# Granatnik Milkor 40 mm
Milkor 40 mm – południowoafrykański samodzielny granatnik jednostrzałowy. Lufa tej broni do ładowania jest odchylana do góry. Posiada składaną kolbę teleskopową. Jedynym celownikiem jest celownik optyczny Armson OEG.